# Hamburger Echo

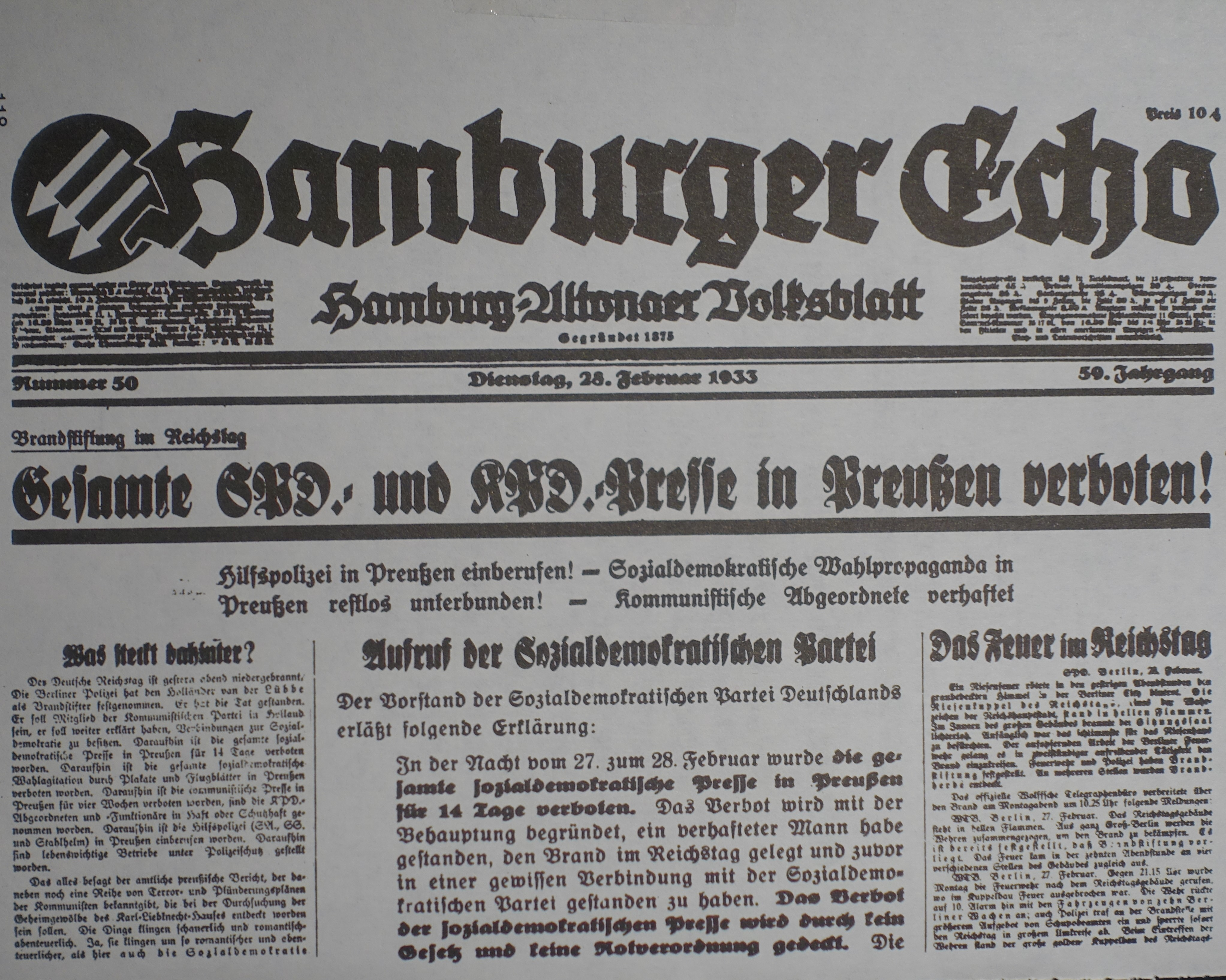
Hamburger Echo von 28. Februar 1933

Das Hamburger Echo war eine sozialdemokratische Tageszeitung, die – mit Unterbrechungen und unter wechselndem Titel – von 1875 bis 1966 erschien.
Es wurde 1875 als Hamburg-Altonaer Volksblatt unter der Leitung von Wilhelm Hasenclever und Carl Hielmann gegründet und erschien anfangs im Verlag J. H. W. Dietz, später im parteieigenen Verlag Auerdruck. In der Zeit des Sozialistengesetzes führte es den unverfänglichen Titel Gerichtszeitung (1878–1881) und Bürgerzeitung (1881–1887), ab Oktober 1887 schließlich Hamburger Echo. Mit einer Auflage von mehr als 76.000 Exemplaren galt das Echo vor dem Ersten Weltkrieg als zweitgrößte sozialdemokratische Tageszeitung in Deutschland.
Von Oktober 1919 bis 1933 war Paul Bugdahn Mitarbeiter der Redaktion des Hamburger Echos, erst als Berichterstatter und später als Redakteur. Ab 1922 übernahm er die Geschäftsführung der Zeitung.
Unter der Herrschaft der Nationalsozialisten von 1933 bis 1945 war es verboten, nach dem Zweiten Weltkrieg erlebte es eine erneute Blüte und erreichte kurz nach der Währungsreform 1948 die höchste Auflage von 244.000 Exemplaren. Ein politischer Redakteur der Nachkriegsjahre war Herbert Wehner. Kurz darauf brach die Auflage allerdings ein, nicht zuletzt durch die Konkurrenz des 1948 von Axel Springer gegründeten Hamburger Abendblatts und anderer Zeitungen.
Nachdem die Auflage bis Anfang der 1960er Jahre weiter kontinuierlich bis auf 25.000 zurückgegangen war, sollte die Zeitung zum Jahresende 1963 eingestellt werden. Nach Protesten aus der Hamburger Öffentlichkeit wurde die Einstellung jedoch hinausgezögert, Axel Springer bot seine eigenen Vertrieb zur Unterstützung an. Zum 1. Oktober 1964 startete das Nachfolgeprojekt Hamburger Abendecho als nunmehr parteiunabhängige Tageszeitung. Die Zeitung wurde im Zustell-Abonnement und im freien Verkauf sechsmal pro Woche (wie auch das Hamburger Abendblatt seinerzeit) ab mittags angeboten – zunächst unter dem Namen Hamburger Abendecho, dann ab dem 31. Juli 1966 verkürzt zu Abendecho. Mit inhaltlich eher linksliberaler Tendenz – ähnlich der Hamburger Morgenpost aus gleichem Hause – konnte sie sich jedoch langfristig nicht gegen die übrige Konkurrenz durchsetzen und stellte mit der Silvesterausgabe am 30. Dezember 1966 ihr Erscheinen endgültig ein.
Das Hamburger Echo war „eine der ältesten und traditionsreichen deutschen Zeitungen“, „unlöslich mit der Geschichte der Arbeiterbewegung verbunden“ (Kurt Schumacher), „Fackelträger einer großen Idee“ (Max Brauer), „das alte Wasserkanten-Kampfblatt der Sozialdemokratie“.

## „Echo-Versammlung“ am 16. Juni 1933
Ausgangspunkt bildete ein Angebot des NS-Gauleiters Kaufmann, das Echo unter nationalsozialistischer Führung wieder erscheinen zu lassen. Dafür sollte der Reichstagsabgeordnete und Echo-Redakteur Gustav Dahrendorf gewonnen werden. Dahrendorf ließ Kaufmann wissen, dass ein solches Angebot in einem größeren Kreis diskutiert werden müsse, und erhielt dazu die Genehmigung. Die Hamburger SPD-Führung nutzte die Gelegenheit, um zum letzten Mal in einem größeren Kreis die politische Lage zu diskutieren. Der Landesvorsitzende Karl Meitmann hatte dazu ein vierseitiges Papier zur Diskussion gestellt. Am 16. Juni waren neben den beiden Hamburger SPD-Reichstagsabgeordneten Hans Staudinger und Gustav Dahrendorf die Bürgerschaftsmitglieder Adolph Schönfelder, Heinrich Eisenbarth, Karl Meitmann, Hans Podeyn, Grete Zabe und Walter Schmedemann anwesend. Darüber hinaus waren außer einigen Parteiangestellten und Echo-Mitarbeitern etwa 15 Distriktsvorsitzende oder deren Stellvertreter dabei.
Um 22:30 Uhr drangen Polizei und SA in das Echo-Redaktionsgebäude in der Fehlingstraße ein und verhafteten 30 Anwesende, die ins Stadthaus (Polizeipräsidium) gebracht und schikaniert und misshandelt wurden. Die meisten Teilnehmer wurden in der zweiten Juli-Hälfte wieder entlassen.